# Зігбах
Зігбах (нім. Siegbach) — громада в Німеччині, знаходиться в землі Гессен. Підпорядковується адміністративному округу Гіссен. Входить до складу району Лан-Дилль.
Площа — 29,08 км2. Населення становить 2541 ос. (станом на 31 грудня 2020).